# The Boyz (musikgrupp)
The Boyz (hangul: 더보이즈), är ett sydkoreanskt pojkband bildat 2017 av Cre.ker Entertainment.
Gruppen består för närvarande av de elva medlemmarna Sangyeon, Jacob, Younghoon, Hyunjae, Juyeon, Kevin, New, Q, Ju Haknyeon, Sunwoo och Eric. De var från början 12 medlemmar men Hwall lämnade gruppen 22 oktober 2019 efter att länge ha kämpat med en ankelskada. De debuterade officiellt den 6 december 2017 med låten "Boy".

## Medlemmar
| Artistnamn   | Artistnamn | Födelsenamn   | Födelsenamn | Födelsedatum      |
| Romanisering | Hangul     | Romanisering  | Hangul      | Födelsedatum      |
| ------------ | ---------- | ------------- | ----------- | ----------------- |
| Sangyeon     | 상연       | Lee Sangyeon  | 이상연      | 4 november 1996   |
| Jacob        | 제이콥     | Bae Junyoung  | 배준영      | 30 maj 1997       |
| Younghoon    | 영훈       | Kim Younghoon | 김영훈      | 8 augusti 1997    |
| Hyunjae      | 현재       | Lee Jaehyun   | 이재현      | 13 september 1997 |
| Juyeon       | 주연       | Lee Juyeon    | 이주연      | 15 januari 1998   |
| Kevin        | 케빈       | Moon Hyungseo | 문형서      | 23 februari 1998  |
| New          | 뉴         | Choi Chanhee  | 최찬희      | 26 april 1998     |
| Q            | 큐         | Ji Changmin   | 지창민      | 5 november 1998   |
| Juhaknyeon   | 지창민     | Ju Haknyeon   | 지창민      | 9 mars 1999       |
| (Hwall)      | 활         | Heo Hyunjoon  | 허현준      | 9 mars 2000       |
| Sunwoo       | 선우       | Kim Sunwoo    | 김선우      | 12 april 2000     |
| Eric         | 에릭       | Son Youngjae  | 손영재      | 22 december 2000  |

## Diskografi

### Studioalbum
| Titel  | Albuminformation                                                                                   | Topplacering          | Topplacering              | Försäljning                       |
| Titel  | Albuminformation                                                                                   | Sydkorea (Gaon Chart) | Japan Oricon Albums Chart | Försäljning                       |
| ------ | -------------------------------------------------------------------------------------------------- | --------------------- | ------------------------- | --------------------------------- |
| Reveal | - Släppt: 10 februari, 2020 (KOR) - Bolag: Cre.ker Entertainment - Format: CD, digital nedladdning | 1                     | 32                        | - KOR: 88,847 - JPN: 1,928 (phy.) |

### EP-skivor
| Titel                                                                                  | Albuminformation                                                                                   | Topplacering          | Topplacering              | Topplacering    | Försäljning                 |
| Titel                                                                                  | Albuminformation                                                                                   | Sydkorea (Gaon Chart) | Japan Oricon Albums Chart | Japan Billboard | Försäljning                 |
| -------------------------------------------------------------------------------------- | -------------------------------------------------------------------------------------------------- | --------------------- | ------------------------- | --------------- | --------------------------- |
| The First                                                                              | - Släppt: 6 december, 2017 (KOR) - Bolag: Cre.ker Entertainment - Format: CD, digital nedladdning  | 3                     | 120                       | —               | - KOR: 69,380 - JPN: 2,392  |
| The Start                                                                              | - Släppt: 3 april, 2018 (KOR) - Bolag: Cre.ker Entertainment - Format: CD, digital nedladdning     | 2                     | 56                        | —               | - KOR: 75,868 - JPN: 2,586  |
| The Only                                                                               | - Släppt: 29 november, 2018 (KOR) - Bolag: Cre.ker Entertainment - Format: CD, digital nedladdning | 3                     | 39                        | —               | - KOR: 132,794 - JPN: 4,755 |
| Dreamlike                                                                              | - Släppt: 19 augusti, 2019 (KOR) - Bolag: Cre.ker Entertainment - Format: CD, digital nedladdning  | 2                     | 18                        | —               | - KOR: 112,458 - JPN: 4,401 |
| Tattoo                                                                                 | - Släppt: 6 november, 2019 (JPN) - Bolag: Ariola Japan - Format: CD, digital nedladdning           | —                     | 2                         | 4               | - JPN: 19,122               |
| "—" betyder att låten inte toppade den listan eller att den inte släppts i det området | |                       |                           |                 |                             |

### Singelalbum
| Titel                                                                                  | Albuminformation                                                                                   | Topplacering          | Försäljning  |
| Titel                                                                                  | Albuminformation                                                                                   | Sydkorea (Gaon Chart) | Försäljning  |
| -------------------------------------------------------------------------------------- | -------------------------------------------------------------------------------------------------- | --------------------- | ------------ |
| The Sphere                                                                             | - Släppt: 5 september, 2018 (KOR) - Bolag: Cre.ker Entertainment - Format: CD, digital nedladdning | 4                     | KOR: 47,470  |
| Bloom Bloom                                                                            | - Släppt: 29 april, 2019 (KOR) - Bolag: Cre.ker Entertainment - Format: CD, digital nedladdning    | 2                     | KOR: 130,018 |
| "—" betyder att låten inte toppade den listan eller att den inte släppts i det området | |                       |              |

### Singlar
| År                                                                                     | Titel             | Topplacering          | Topplacering          | Album                 |
| År                                                                                     | Titel             | Sydkorea (Gaon Chart) | Sydkorea Kpop Hot 100 | Album                 |
| -------------------------------------------------------------------------------------- | ----------------- | --------------------- | --------------------- | --------------------- |
| 2017                                                                                   | "Boy" (소년)      | —                     | —                     | The First             |
| 2018                                                                                   | "Giddy Up"        | —                     | —                     | The Start             |
| 2018                                                                                   | "Keeper" (지킬게) | —                     | —                     | The Sphere            |
| 2018                                                                                   | "Right Here"      | —                     | —                     | The Sphere            |
| 2018                                                                                   | "No Air"          | —                     | 86                    | The Only              |
| 2019                                                                                   | "Bloom Bloom"     | —                     | 74                    | Bloom Bloom           |
| 2019                                                                                   | "D.D.D"           | —                     | —                     | Dreamlike             |
| 2019                                                                                   | "Tattoo"          | —                     | —                     | Tattoo                |
| 2019                                                                                   | "White" (화이트)  | —                     | —                     | —                     |
| 2020                                                                                   | "Reveal"          | —                     | —                     | Reveal                |
| 2020                                                                                   | "Checkmate"       | 134                   | —                     | Road to Kingdom FINAL |
| "—" betyder att låten inte toppade den listan eller att den inte släppts i det området |                   |                       |                       |                       |